# 아무네트

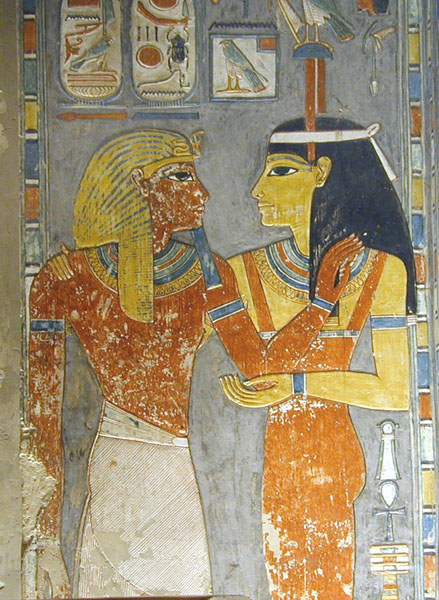
파라오 호렘헵과 하토르의 용모를 한 아무넷

아무네트(Amunet, Amonet, Amaunet, Amentet, Amentit, Imentet, Imentit, and Ament)는 고대 이집트 신화에 등장하는 하토르 여신이나 보이지 않음과 공기라는 추상적인 외모를 가지고 있는 여신이다. 아무네트는 아문 신의 여성형이다. 아문 신과 아무네트는 불가시성을 나타낸다.

## 같이 보기
- 이집트 신화